# Erigeron cabulicus
Erigeron cabulicus là một loài thực vật có hoa trong họ Cúc. Loài này được (Boiss.) Botsch. mô tả khoa học đầu tiên năm 1957.